# العسافية (السعودية)
مركز العسافية هو أحد المراكز الإدارية التابعة لمحافظة تيماء في منطقة تبوك بالمملكة العربية السعودية، يبعد مسافة 95 كم شمال تيماء، و260 كم شرق تبوك.